# Маунтболес
Маунтболес (англ. Mountbolus; ирл. Cnocán Bhólais) — деревня в Ирландии, находится в графстве Оффали (провинция Ленстер).